# 살타
살타(Salta)는 아르헨티나 북서부에 위치한 살타주의 주도이다. 메트로폴리탄 지역을 따라 인구 46만 4천 678명이 거주를 하며, 아르헨티나의 규모면에서 여덟번 째에 해당하는 도시이다.

## 개요
레르마 계곡에 자리를 잡고 있으며, 해발 1,152m에 자리를 잡은 안데스산맥의 도시이다. 산 마르틴 미겔 데 구에메스 공항이 시내의 남동쪽으로 6 km 떨어진 곳에 자리를 잡고 있다. 이곳은 부에노스아이레스, 투쿠만, 후후이, 코르도바, 그리고 볼리비아의 산타크루스데라시에라와 정기편이 운항되고 있다.

## 기후
날씨는 따뜻하고 건조하며, 연평균 756mm의 강수량과 평균 16.4 °C의 온도로 여름에는 평균 20.4 °C 그리고 겨울에는 평균 10.8 °C 정도의 온도를 유지한다. 1월~2월은 연중 비가 가장 많이 오는 계절이다. 봄이 되면 살타는 종종 혹독하고 긴 먼지 폭풍으로 인해 고통을 받기도 한다.
| 살타의 기후                                                                                     | 살타의 기후  | 살타의 기후  | 살타의 기후  | 살타의 기후 | 살타의 기후 | 살타의 기후 | 살타의 기후 | 살타의 기후  | 살타의 기후  | 살타의 기후  | 살타의 기후  | 살타의 기후  | 살타의 기후   |
| 월                                                                                              | 1월          | 2월          | 3월          | 4월         | 5월         | 6월         | 7월         | 8월          | 9월          | 10월         | 11월         | 12월         | 연간          |
| ----------------------------------------------------------------------------------------------- | ------------ | ------------ | ------------ | ----------- | ----------- | ----------- | ----------- | ------------ | ------------ | ------------ | ------------ | ------------ | ------------- |
| 역대 최고 기온 °C (°F)                                                                          | 36.4 (97.5)  | 35.1 (95.2)  | 34.0 (93.2)  | 34.3 (93.7) | 34.2 (93.6) | 34.6 (94.3) | 37.2 (99.0) | 37.8 (100.0) | 37.8 (100.0) | 39.3 (102.7) | 39.9 (103.8) | 39.6 (103.3) | 39.9 (103.8)  |
| 일평균 최고 기온 °C (°F)                                                                        | 27.7 (81.9)  | 26.5 (79.7)  | 25.1 (77.2)  | 22.9 (73.2) | 20.3 (68.5) | 19.8 (67.6) | 19.9 (67.8) | 22.7 (72.9)  | 24.7 (76.5)  | 26.9 (80.4)  | 27.6 (81.7)  | 28.4 (83.1)  | 24.4 (75.9)   |
| 일일 평균 기온 °C (°F)                                                                          | 21.5 (70.7)  | 20.6 (69.1)  | 19.4 (66.9)  | 16.8 (62.2) | 13.3 (55.9) | 10.9 (51.6) | 10.1 (50.2) | 12.8 (55.0)  | 15.8 (60.4)  | 19.3 (66.7)  | 20.6 (69.1)  | 21.7 (71.1)  | 16.9 (62.4)   |
| 일평균 최저 기온 °C (°F)                                                                        | 16.8 (62.2)  | 16.1 (61.0)  | 15.2 (59.4)  | 12.2 (54.0) | 8.1 (46.6)  | 4.5 (40.1)  | 2.9 (37.2)  | 4.8 (40.6)   | 7.7 (45.9)   | 12.1 (53.8)  | 14.2 (57.6)  | 16.0 (60.8)  | 10.9 (51.6)   |
| 역대 최저 기온 °C (°F)                                                                          | 6.1 (43.0)   | 4.8 (40.6)   | 2.2 (36.0)   | −1.5 (29.3) | −4.6 (23.7) | −7.5 (18.5) | −8.7 (16.3) | −9.4 (15.1)  | −4.5 (23.9)  | −1.3 (29.7)  | 1.5 (34.7)   | 6.2 (43.2)   | −9.4 (15.1)   |
| 평균 강수량 mm (인치)                                                                           | 197.1 (7.76) | 147.3 (5.80) | 107.3 (4.22) | 42.1 (1.66) | 9.7 (0.38)  | 2.5 (0.10)  | 2.7 (0.11)  | 2.3 (0.09)   | 5.7 (0.22)   | 23.9 (0.94)  | 59.3 (2.33)  | 138.4 (5.45) | 738.3 (29.07) |
| 평균 강수일수 (≥ 0.1 mm)                                                                        | 15.4         | 14.4         | 13.7         | 7.0         | 3.8         | 1.7         | 1.7         | 1.5          | 2.1          | 5.3          | 9.0          | 13.0         | 88.6          |
| 평균 강설일수                                                                                   | 0.0          | 0.0          | 0.0          | 0.0         | 0.1         | 0.1         | 0.4         | 0.1          | 0.1          | 0.0          | 0.0          | 0.0          | 0.7           |
| 평균 상대 습도 (%)                                                                              | 77.2         | 80.6         | 82.9         | 82.3        | 80.5        | 75.6        | 69.3        | 60.4         | 55.8         | 60.6         | 66.1         | 71.5         | 71.9          |
| 평균 월간 일조시간                                                                              | 195.3        | 166.7        | 158.1        | 159.0       | 158.1       | 171.0       | 204.6       | 223.2        | 210.0        | 210.8        | 213.0        | 217.0        | 2,286.8       |
| 평균 일일 일조시간                                                                              | 6.3          | 5.9          | 5.1          | 5.3         | 5.1         | 5.7         | 6.6         | 7.2          | 7.0          | 6.8          | 7.1          | 7.0          | 6.3           |
| 가능 일조율                                                                                     | 46.0         | 42.4         | 38.7         | 47.6        | 44.3        | 52.7        | 61.2        | 59.9         | 56.7         | 52.3         | 49.6         | 56.5         | 50.7          |
| 출처 1: 아르헨티나 국립기상청 (평년값: 1991년~2020년, 극값: 1873년~현재, 일조율: 1991년~2000년) |              |              |              |             |             |             |             |              |              |              |              |              |               |
| 출처 2: Meteo Climat (극값 일부)                                                                |              |              |              |             |             |             |             |              |              |              |              |              |               |

## 역사
살타는 1582년 4월 16일에 스페인 정복자 에르난도 데 레르마에 의해서 설립되었다. 페루의 리마와 부에노스아이레스의 중간에 전초지로서 만들어진 도시이다. 아르헨티나 독립전쟁 기간에는 페루와 아르헨티나 도시들 사이에 상업적 및 군사적의 전략 거점이 되기도 하였다. 1816년과 1821년 사이에 이곳은 호세 데 산 마르틴 장군 휘하의 사령관인 민병대 지도자 마르틴 미겔 데 구에메스에 의해 접수되어 북쪽에서 침입하는 스페인 군대에 맞서 이 도시와 주변 지역을 방어하였다.
살타는 독립 전쟁 동안에는 정치적으로, 경제적으로 불안한 상태에서 등장하였다. 이러한 상황은 19세기 대부분동안 벗어나지 못한 채 유지되었다. 그러나 19세기 후반, 20세기 초반들어서 이탈리아, 스페인, 아랍계 특히 시리아, 레바논의 이민자들의 유입으로 인해 무역과 농업이 다시 활기를 띄게 되었고, 다문화적인 환경이 형성되었다.

## 문화
살타는 아르헨티나에서 가장 스페인다운 도시로 정평이 나 있다. 그리하여 스페인에서 많은 관광객들이 방문을 하며, 안달루시안의 도시와 살타는 많은 유사점을 갖는다. 그러나 이 지역의 문화는 스페인 사람, 가우초 (메스티소, 크레올로)가 혼합된 문화를 가지며 남반구의 유럽풍 도시와는 또 다른 이 도시만의 특징적인 도시로 만든다.
이 곳에는 세 개의 극장과 여러 개의 박물관 그리고 예술 전시관, 쇼, 음악 축제 등의 볼거리를 자랑한다. 대표적인 이곳의 이벤트 중의 하나가 4월 문화 축제이며, 4월 내내 공연과 전시회, 오케스트라 공연 등 다양한 행사를 제공하는 축제가 벌어진다.

## 볼거리
살타의 도시 중앙에는 18세기, 19세기, 20세기에 걸친 인상 깊은 건축물들이 있다. 《7월 4일 광장》 주변에 시계 방향으로 신고전주의 건축 양식의 《대성당》과 프랑스식의 《현대 예술 박물관》, 전 시청사였고 지금은 역사박물관으로 사용되는 《카빌도》가 있고 잉카 문명의 유적을 전시한 신고전주의 양식의 《고산 고고학 박물관》이 있다. 광장은 갤러리로 둘러 쌓여 있고, 그 아름다움은 종종 TV 광고의 배경으로 등장하게 한다. 2004년 방영된 시바스 리갈 TV 광고가 대표적인 작품이다.

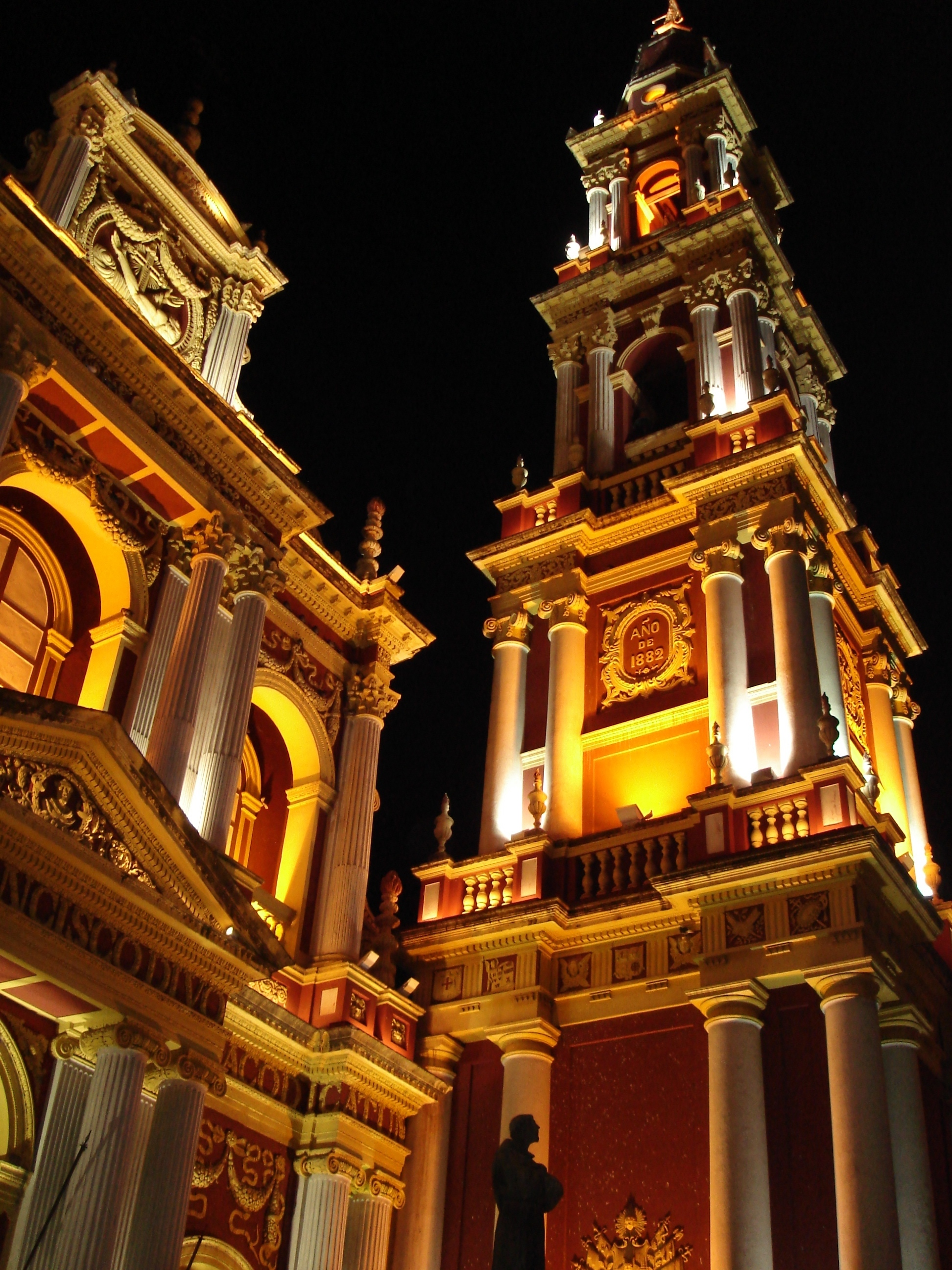
성 프란시스 교회
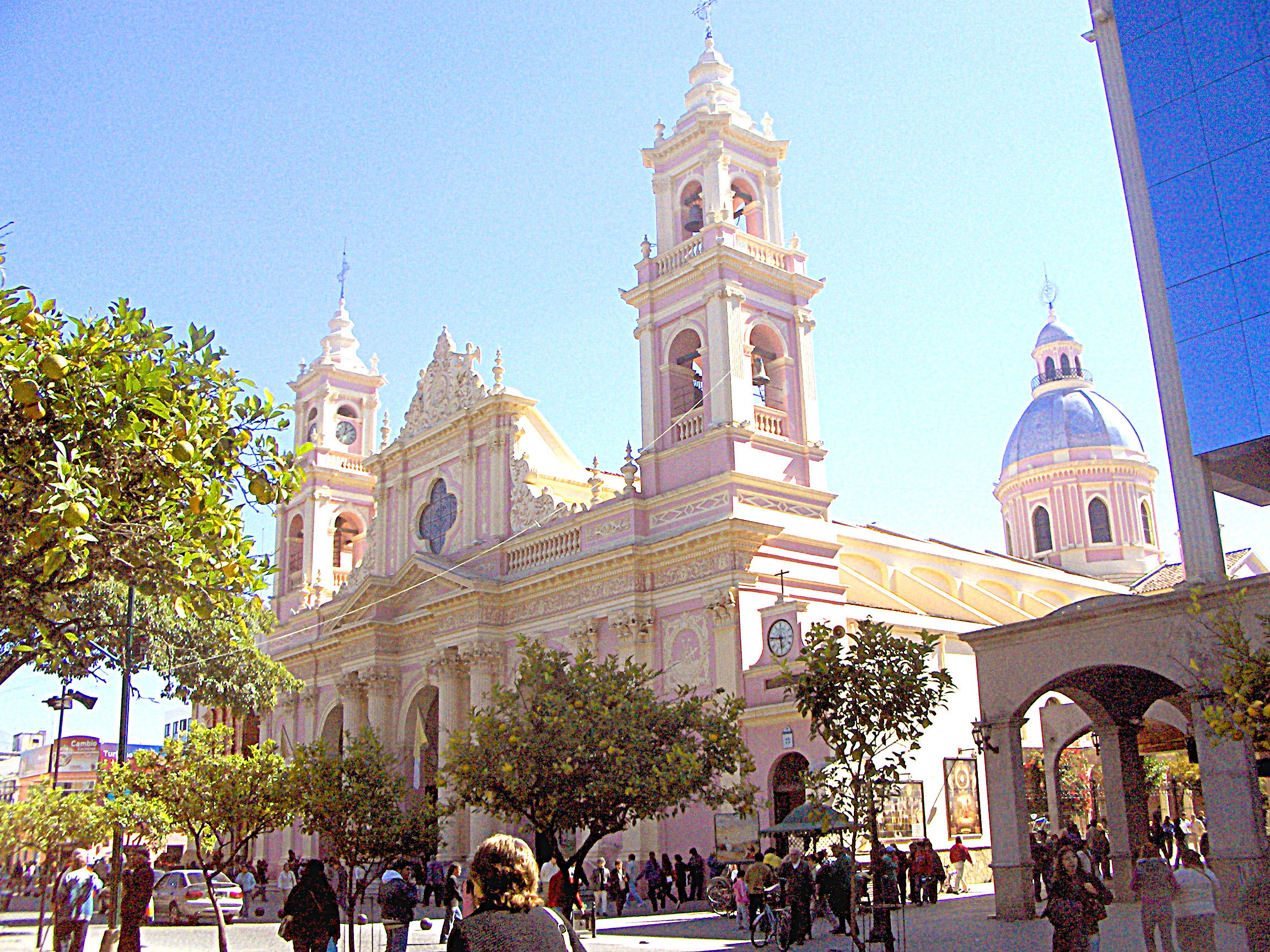
대성당
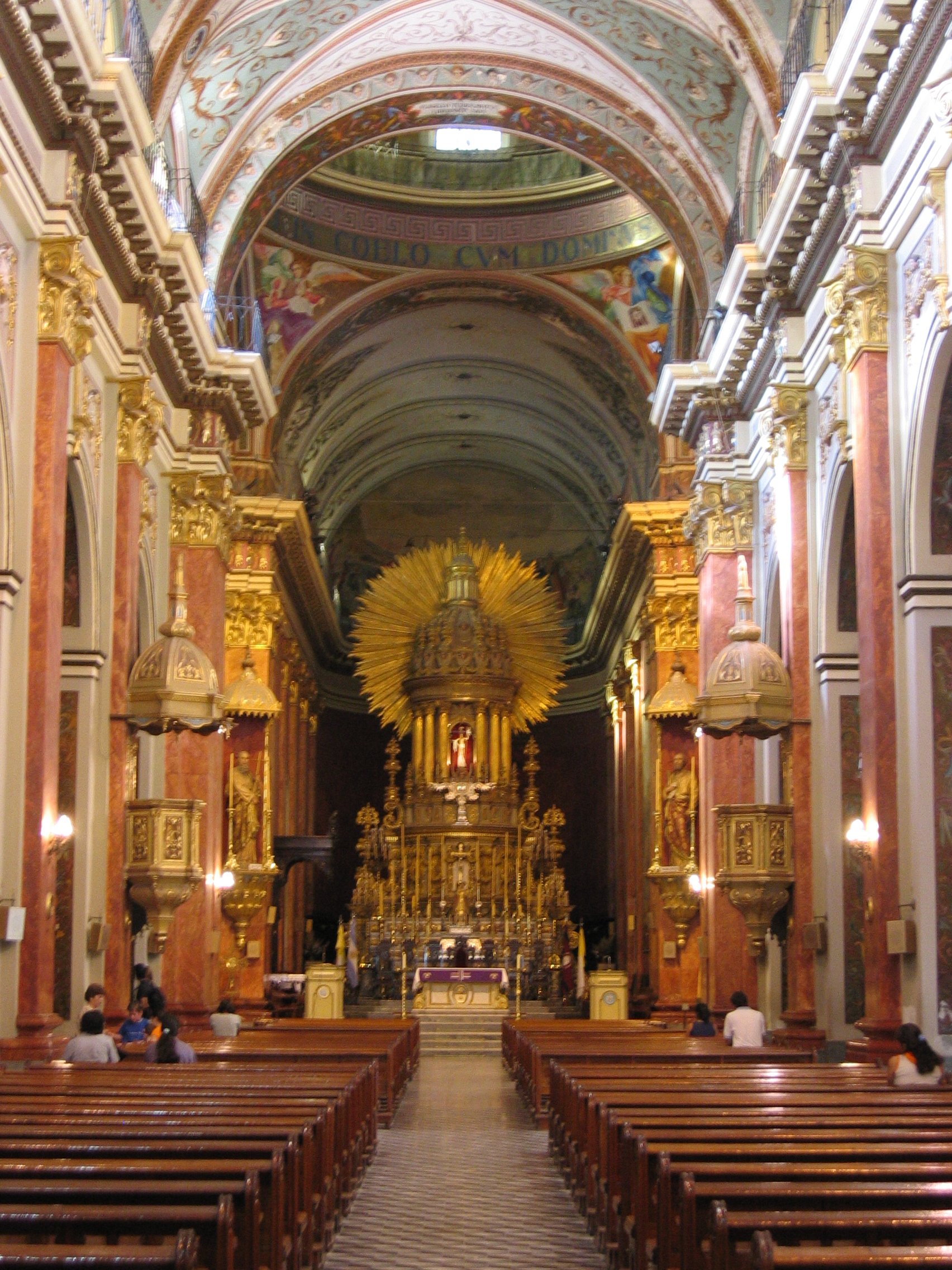
대성당 내부
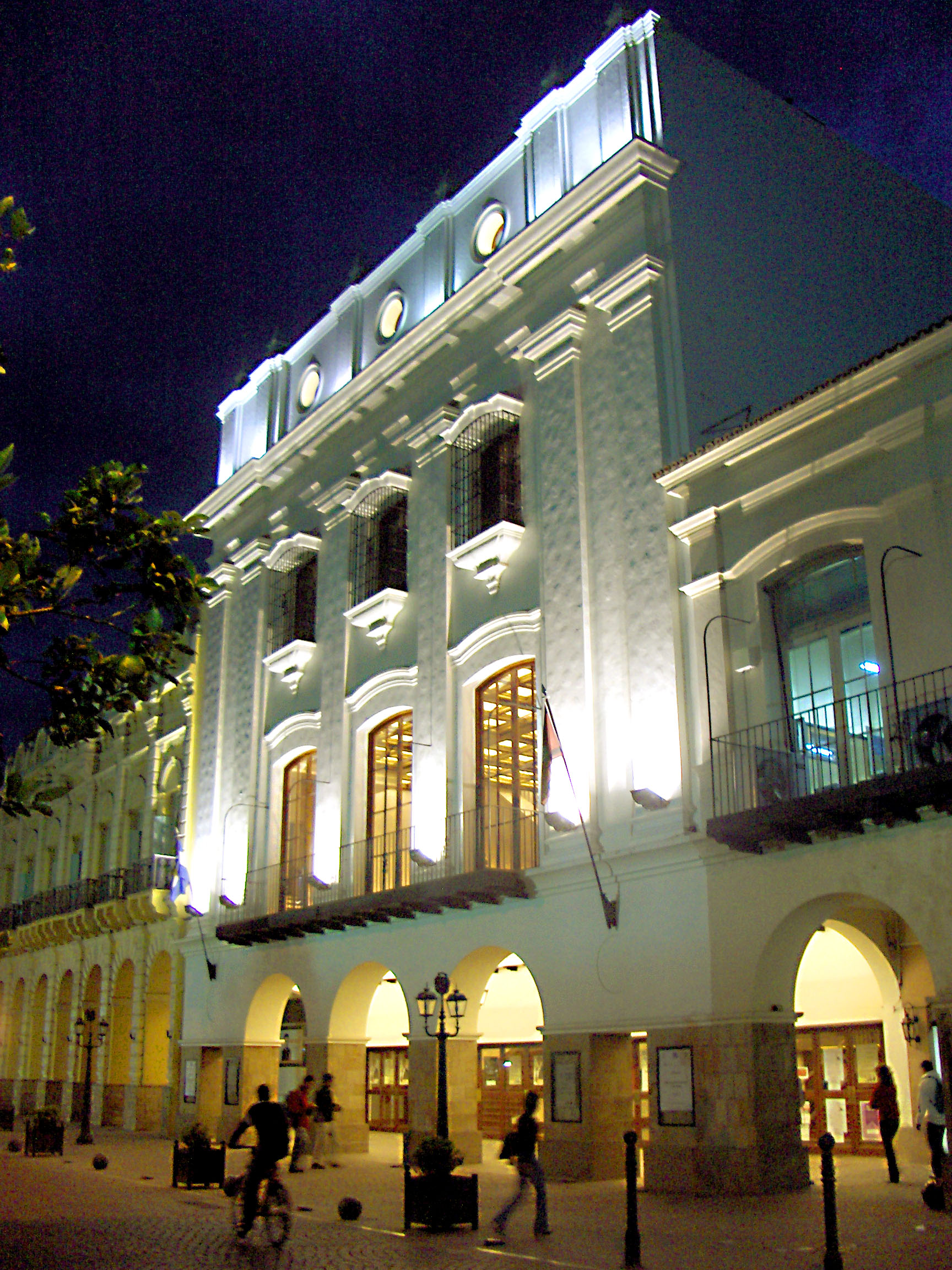
빅토리아 극장
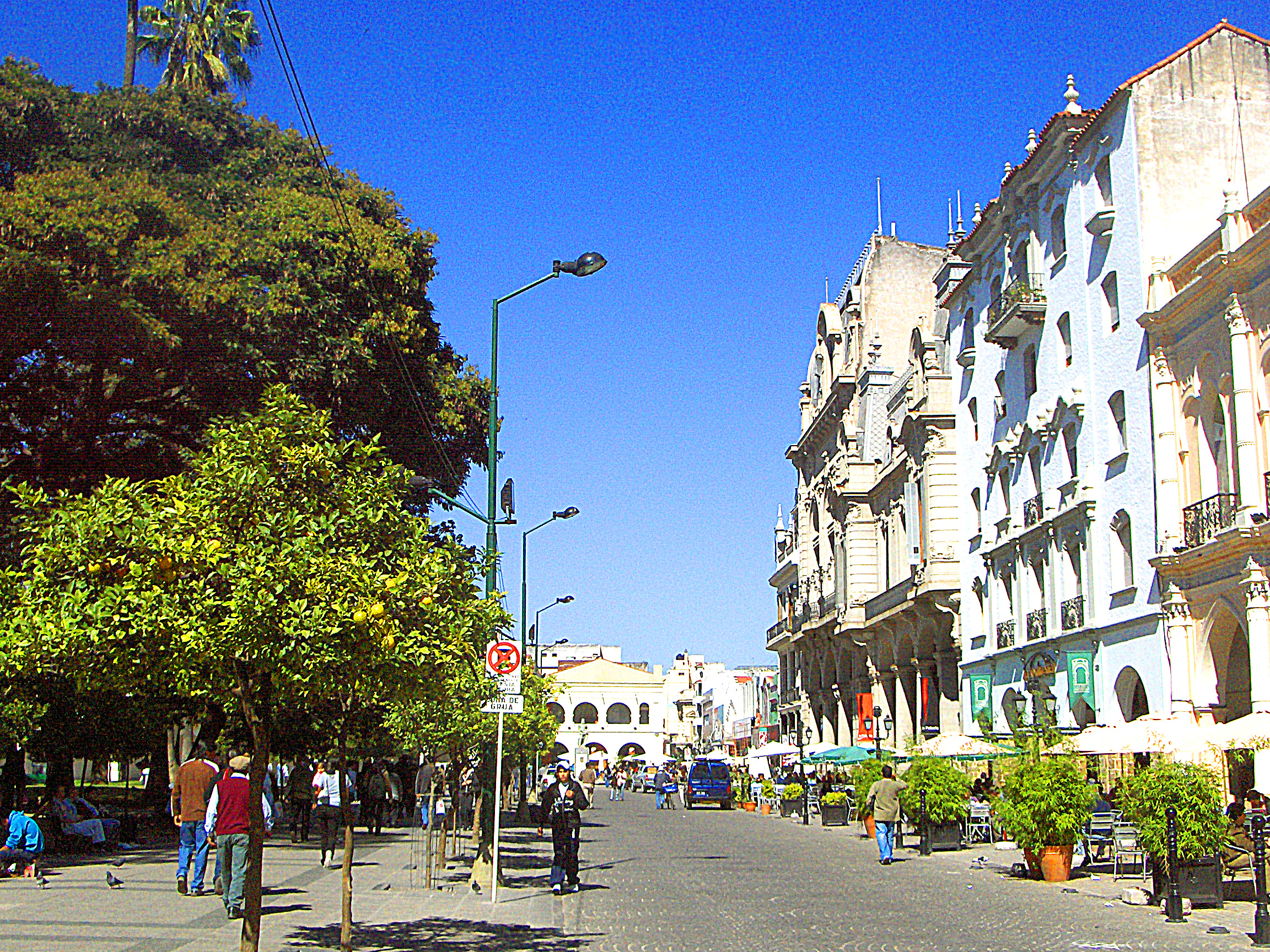
미트레 거리
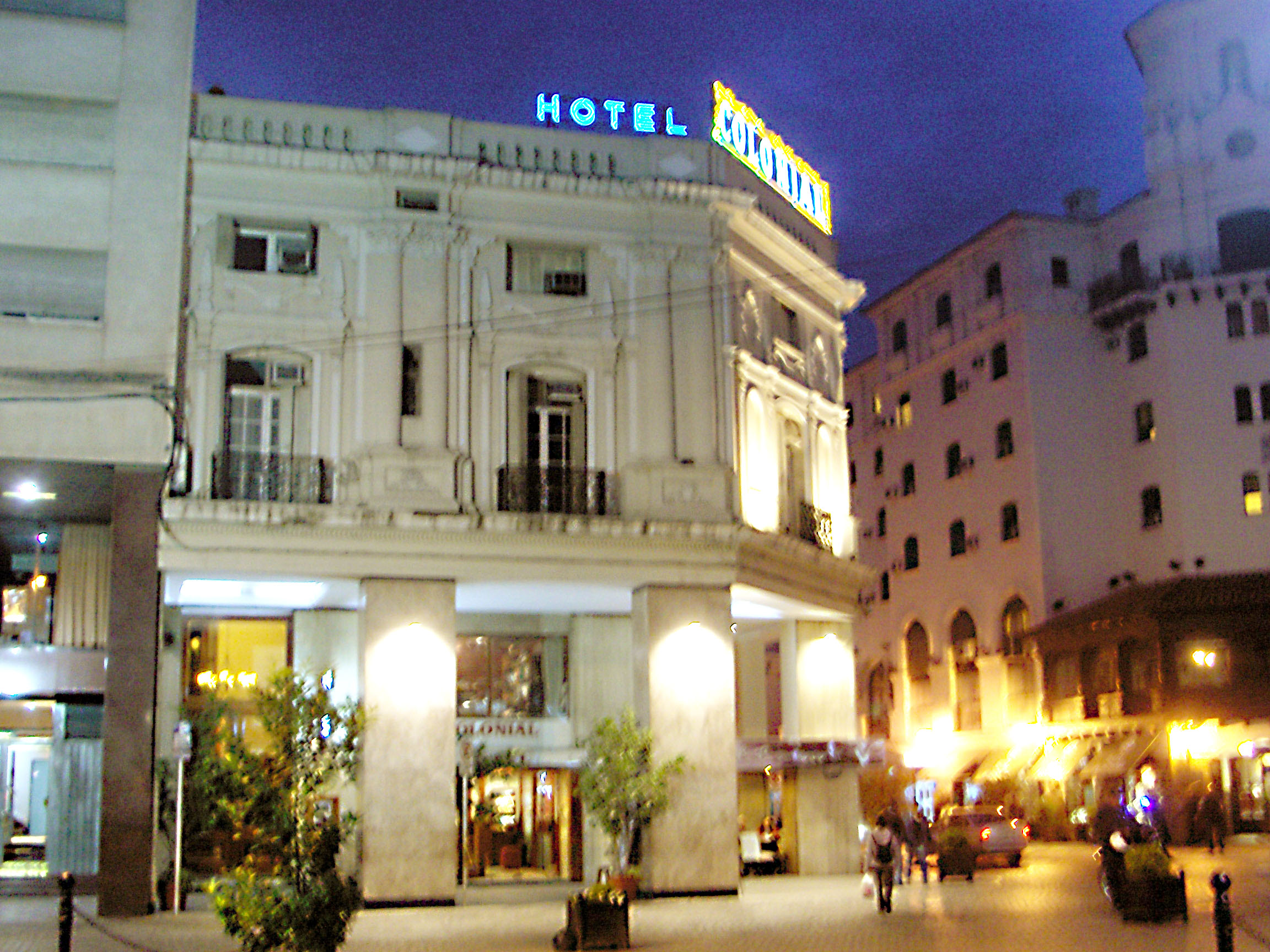
콜로이얼 호텔
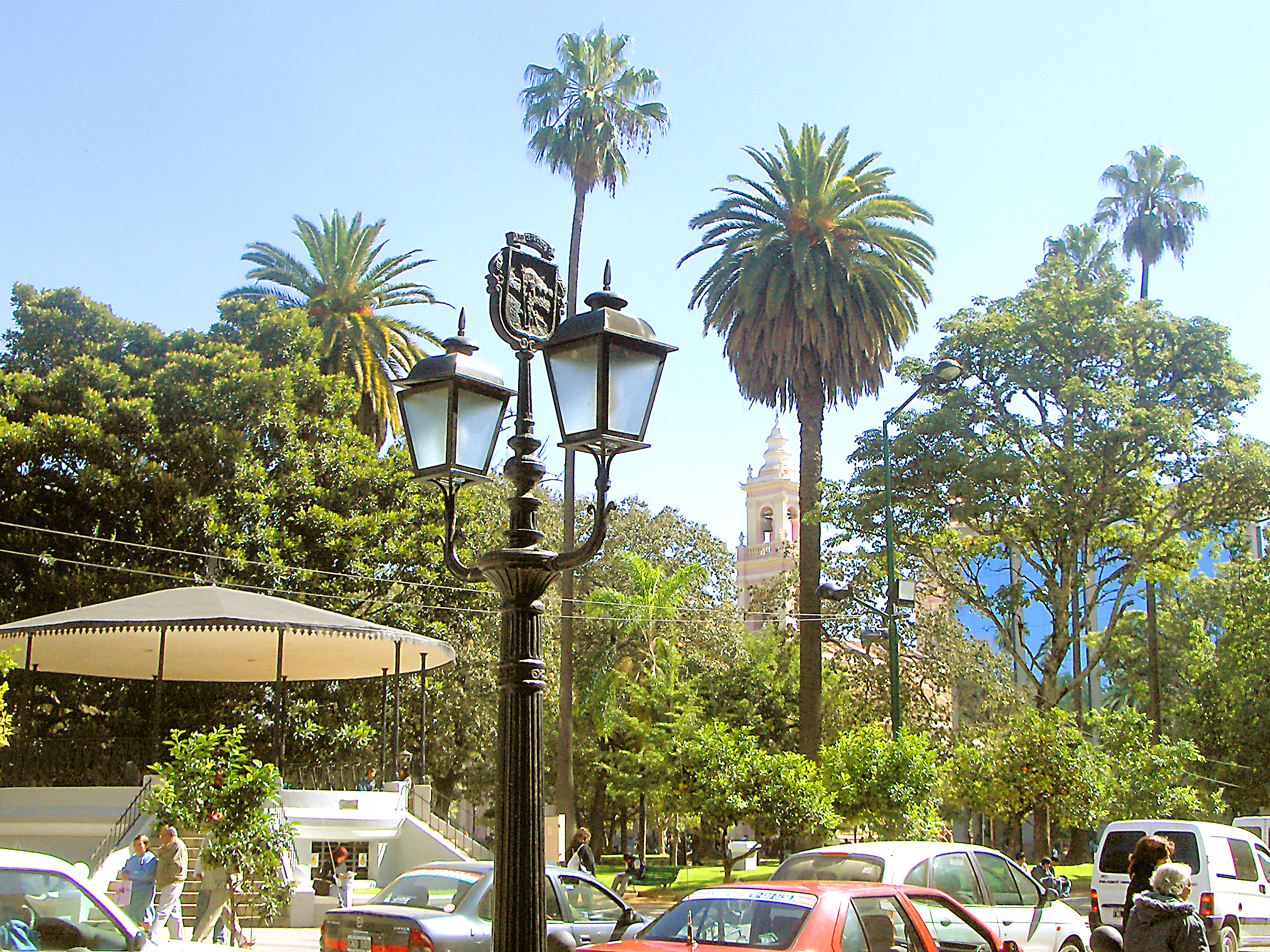
7월 9일 광장
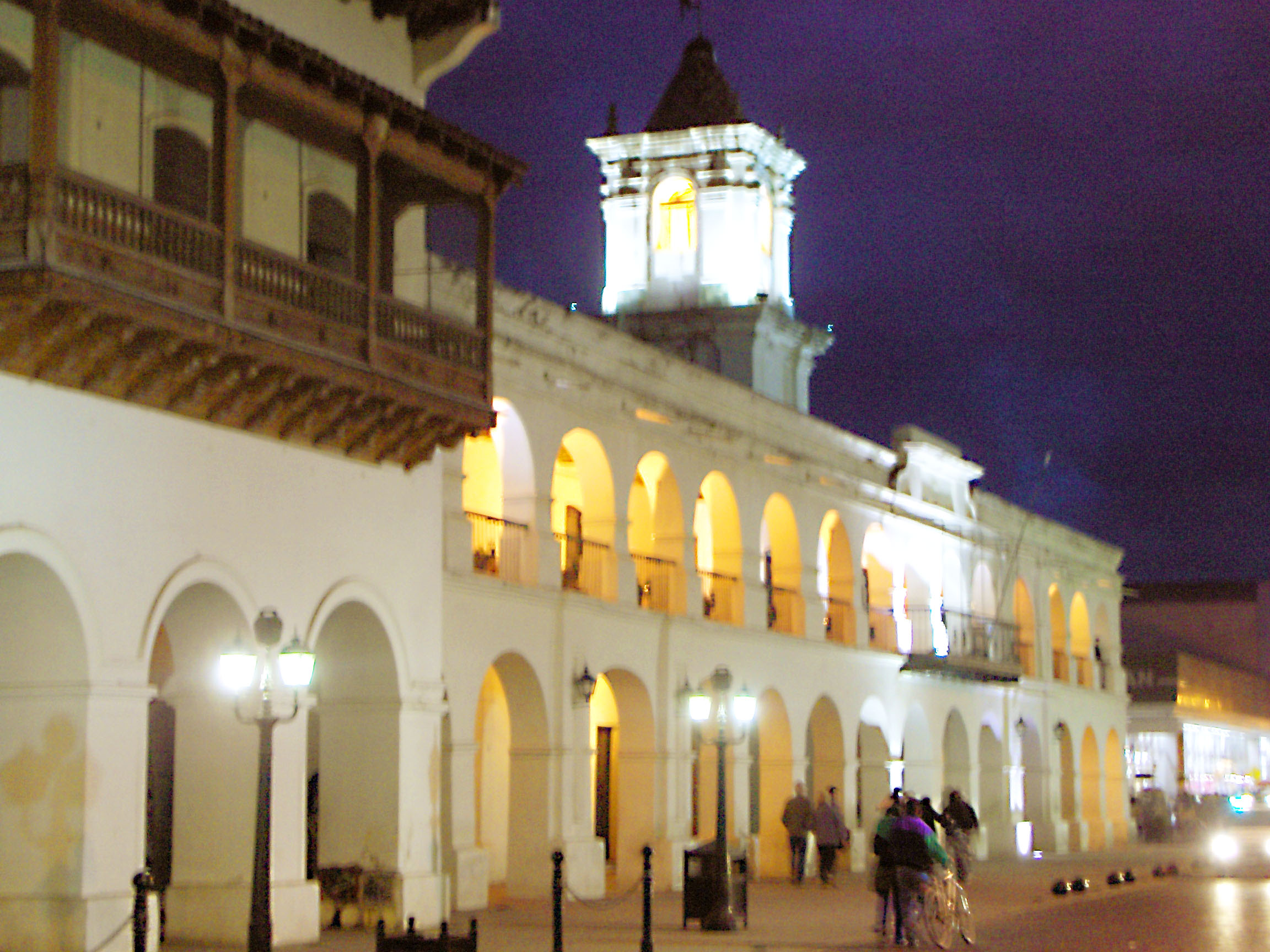
콜로니얼 카빌도
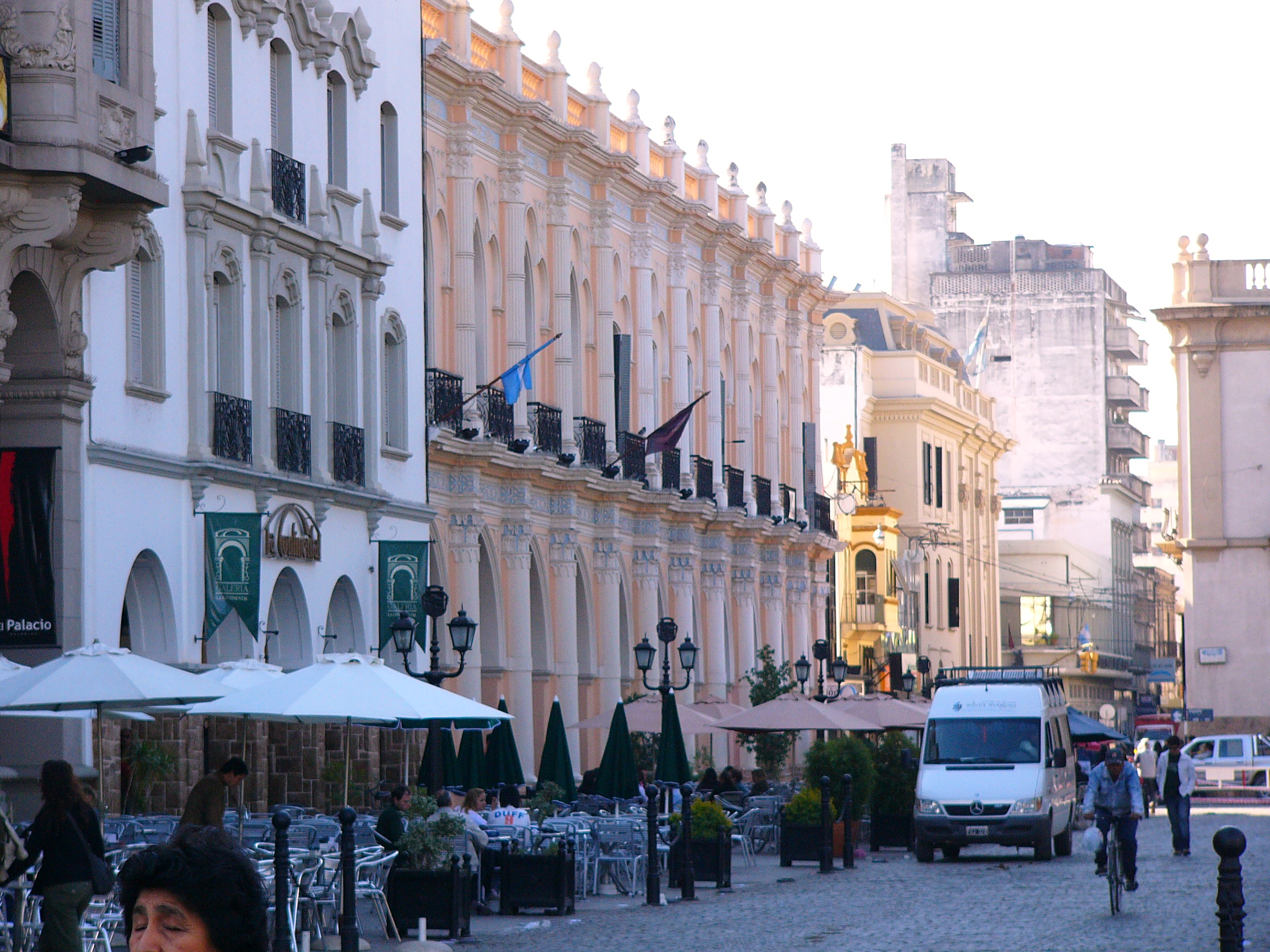
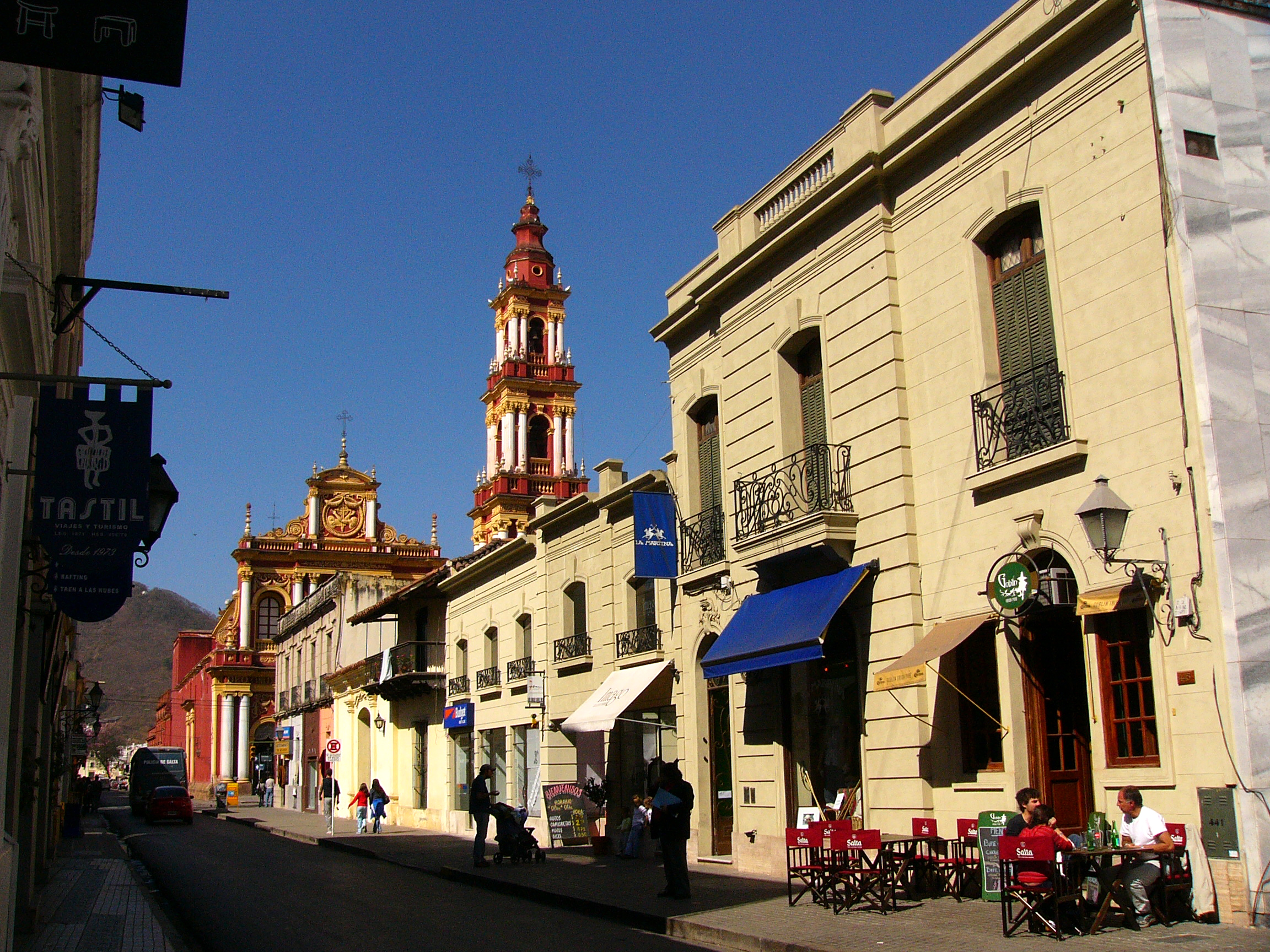

## 같이 보기
- 2010년 살타의 지진